# Xã Horton, Michigan
Xã Horton (tiếng Anh: Horton Township) là một xã thuộc quận Ogemaw, tiểu bang Michigan, Hoa Kỳ. Năm 2010, dân số của xã này là 927 người.